# クローヴィス2世 (フランク王)
クローヴィス2世（Clovis II, 637年 - 657/8年11月27日）は、メロヴィング朝の5代目の国王（在位：639年 - 657/8年）。

## 生涯

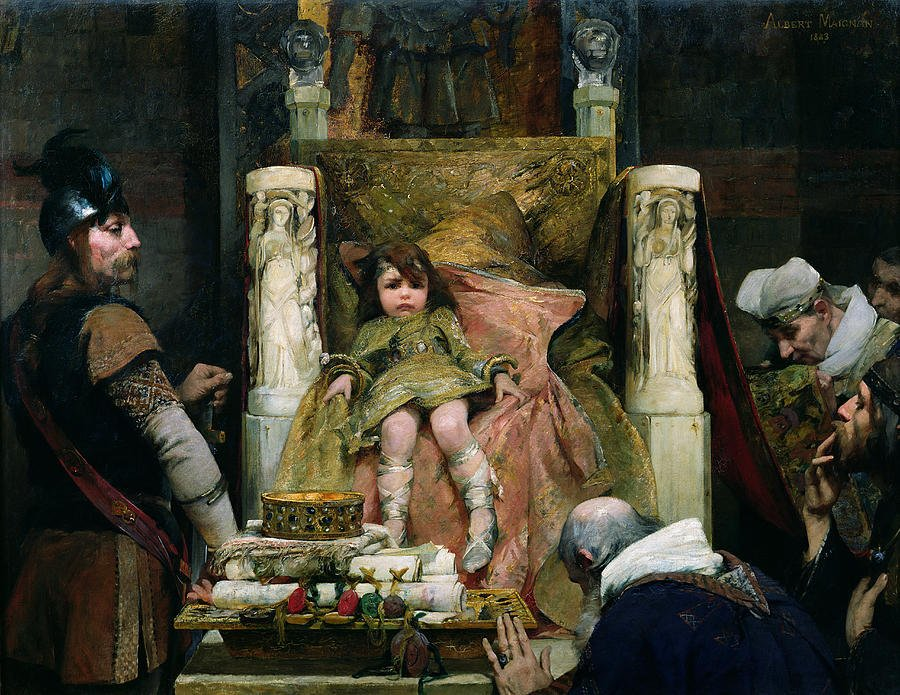
クローヴィス2世への貢物、アルベール・メニャン作、1883年。

ダゴベルト1世と王妃ナンティルドとの息子。異母兄にアウストラシア王シギベルト3世がいる。
父が639年に死去したため、ネウストリア＝ブルグントの王として即位。幼少であったため、母のナンティルドは彼女が死ぬ642年まで摂政として宮宰アエガとともに統治した。宮宰アエガの死後は、ダゴベルト1世の母ベルテトルドの親戚にあたるエルキノアルドが宮宰となったが、649年にクローヴィス2世の王妃となったバルティルドは、アングロサクソン人の奴隷出身であり、かつてエルキノアルドの家内奴隷であったため、エルキノアルドは宮廷内で15年にわたり強い影響力を保持した。
657年もしくは658年に死去、サン＝ドニ大聖堂に埋葬された。
クローヴィス2世の死後、息子クロタール3世が即位し、王妃バルティルドが摂政となった。バルティルドはネウストリア中心の中央政権政策を試み、ブルグント王国の自立をはかった司教の抹殺を行ったとされる。世俗の貴族と変わらない生活を送る司教に圧力をかけ、司教権力下にあった修道院を保護、重視する政策が、後の修道院の大領主化の制度的起源となった。バルティルドはクロタール3世が成年に達した662年に、宮宰エブロインにより、自身の建てたシェル修道院に追放され、そこで死去した。

## 子女
649年、アングロサクソン人奴隷であったバルティルドを妻にし、3男をもうけた。
- クロタール3世（652年 - 673年） - ネウストリア＝ブルグント王
- キルデリク2世（653年 - 675年） - アウストラシア王
- テウデリク3世（654年 - 691年） - フランク王

他にクローヴィス3世が子供だと言われているが、クローヴィス3世の父についてはテウデリク3世、クロタール3世ともされるなど諸説ある。これらいずれの場合もクローヴィス2世から見れば、クローヴィス3世は実の孫ということになる。当時のアウストラシア貴族はクロータール3世の嫡出児であると主張している。このようにクローヴィス3世の出自の詳細は分かっておらず、そもそもメロヴィング家の人間ではなかった可能性すらある。その為、クローヴィス3世は正式なフランク人の王に数えられないことも多い。